# Río Bugres
El río Bugres es un río del estado de Mato Grosso, Brasil.  Perteneciente a la Cuenca del Plata, nace en la Meseta del Mato Grosso y desemboca en el río Paraguay, sobre la ciudad de Barra do Bugres.
- Datos: Q6114901